# کورتا (بازیکن فوتبال)
خوزپ پویگ پویگ (انگلیسی: Curta; ۲۲ فوریهٔ ۱۹۲۲ – ۹ ژوئیهٔ ۱۹۹۷) بازیکن فوتبال اهل اسپانیا، معروف به کورتا، که در پست مدافع بازی می‌کرد. اگرچه او از باشگاه فوتبال ژیرونا آمده بود، اما بخش عمده‌ای از دوران حرفه‌ای او در باشگاه بارسلونا سپری شد.
وی همچنین در تیم ملی فوتبال اسپانیا بازی کرده‌است.